# Emilianowo (powiat radziejowski)
Emilianowo – wieś w Polsce, położona w województwie kujawsko-pomorskim, w powiecie radziejowskim, w gminie Topólka.
W latach 1975–1998 Emilianowo należało administracyjnie do województwa włocławskiego.
Przed 2023 r. miejscowość była częścią wsi Sierakowy.